# Jean de Menasce

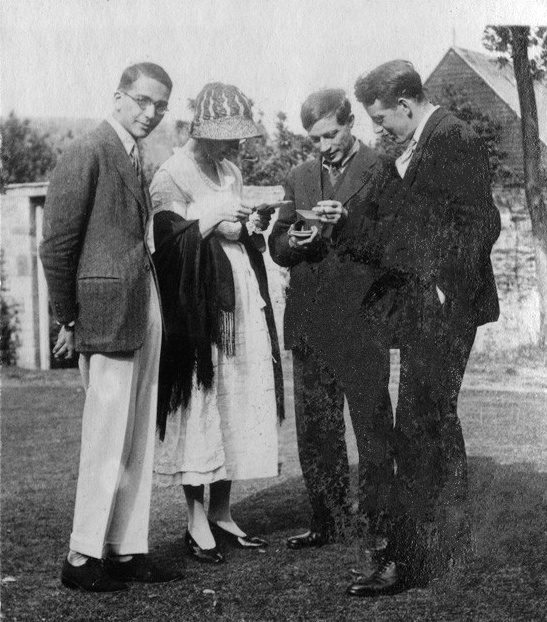
Links nach rechts: Jean de Menasce, Vanessa Bell, Duncan Grant und Eric Siepmann; fotografiert von Lady Ottoline Morrell, 1922

Jean Pierre de Menasce (* 24. Dezember 1902 in Alexandria, Ägypten; †  24. November 1973 in Pars) war ein französischer Dominikaner ägyptischer Herkunft. Der Theologe und Orientalist beherrschte 15 Sprachen, darunter Hebräisch und Syrisch. Er veröffentlichte zahlreiche Bücher und Artikel über das Judentum, den Zionismus und den Chassidismus sowie auf dem Gebiet der Iranistik.

## Leben
Jean de Menasces Familie war Teil der jüdischen Aristokratie in Alexandria. Sein Vater, Baron Félix de Menasce (1865–1943), ein Bankier österreich-ungarischer Herkunft, war dort vom Kaiser in den Adelsstand erhoben worden. Jean de Menasce war der Cousin des Schriftstellers Georges Cattaui. Nach Besuch des französischen Lycée in Alexandria und der französischen Rechtsschule in Kairo führten seine Studien de Menasce an die Universität Oxford, wo er gemeinsam mit Graham Greene das Balliol College besuchte, Philosophie und Politikwissenschaft studierte.
Dann wechselte er nach Paris, an die Sorbonne und die École pratique des hautes études (EPHE), wo er bei Emile Benveniste iranische Sprachen studierte. Am Institut Catholique de Paris lernte er Syrisch. Als Übersetzer von Werken T. S. Eliots und Bertrand Russells hatte sich de Menasce bereits Ansehen erworben, als er 1926 zum Katholizismus konvertierte. 1930 trat er in den Dominikaner-Orden ein und erhielt seine Ausbildung in Le Saulchoir, dem Studienzentrum der französischen Provinz der Dominikaner in Kain (Belgien), bevor er 1935 zum Priester ordiniert wurde.
Von 1938 bis 1948 lehrte de Menasce Religionsgeschichte und Missionswissenschaft an der Universität Freiburg im Üechtland (Schweiz). Er promovierte 1945 mit einer Arbeit über das Škand-Gumānik Vičār, eine mazdäische Apologetik aus dem 9. Jahrhundert. Im selben Jahr war er dort Dekan der theologischen Fakultät. Im Jahre 1947 war er einer der neun Teilnehmer der katholischen Seite der Seelisberg-Konferenz für christlich-jüdischen Dialog. Von 1949 bis 1969 war de Menasce directeur d’études (entspricht einem Professor) an der École pratique des hautes études (EPHE), wo man speziell für ihn einen Lehrstuhl für Religionen des alten Iran in der religionswissenschaftlichen (V.) Sektion einrichtete. Gastprofessuren führten ihn 1954/55 an die Universitäten Harvard und Princeton in den USA.
Jean de Menasce hatte unter den katholischen Intellektuellen Frankreichs großen Einfluss. Eng befreundet mit Stanislas Fumet, Charles Du Bos, Jacques Maritain und Maurice Sachs, spielte er eine wichtige Rolle bei der Entwicklung des Dialogs zwischen Judentum und Christentum.

## Veröffentlichungen (Auswahl)
Bücher
- Quand Israël aime Dieu: Introduction au hassidisme, Vorwort von Guy Monnot, Plon, 1931; Cerf, 1992; Cerf, 2007
- Réflexions sur Zurvan, A locust’s leg, 1962
- La Porte sur le Jardin, Redaktion durch Robert Rochefort, Einleitung von Charles Journet, Cerf, 1975

Artikel
- Situation du sionisme in Chroniques; Sammlung Roseau d’or Nr. 5, 1928